# Panzergrenadierbrigade 17
Die Panzergrenadierbrigade 17 war eine Brigade der 6. Panzergrenadierdivision des Heeres der Bundeswehr mit Stationierungsraum in Hamburg sowie dem südlichen Schleswig-Holstein. Der Brigadestab lag in der Boehn-Kaserne in Hamburg-Rahlstedt. Die Brigade galt als die „Hausbrigade“ der Stadt Hamburg. Die Brigade wurde 1993 aufgelöst.

## Geschichte

### Vorgeschichte als Kampfgruppe in der Heeresstruktur 1
Als Vorgänger der späteren Panzergrenadierbrigade 17 gilt die Kampfgruppe A 3. Zur Einnahme der Heeresstruktur 1 wurde die Kampfgruppe A 3 zum 1. August 1956 mit Standort des Stabes in der Hamburger Boehn-Kaserne neu aufgestellt. Die Panzerkampfgruppe A 3 war der 3. Panzerdivision unterstellt.

### Heeresstruktur 2
Zur Einnahme der Heeresstruktur 2 wurde am 2. Februar 1959 die Kampfgruppe A 3 in die Panzergrenadierbrigade 17 umgegliedert. Teile der Kampfgruppe A 3 wurden zum 16. März 1959 zur Aufstellung der Panzerbrigade 8 verwendet. Die Panzergrenadierbrigade 17 unterstand der 6. Panzergrenadierdivision. Zur Aufstellung der Panzergrenadierbrigade 17 wurde neben der Kampfgruppe A 3 Teile der Kampfgruppen A 6 und B 6 herangezogen.
In der Heeresstruktur 2 waren der Brigade folgende Einheiten unterstellt:
- Stabskompanie (Aufstellung 1959)
- Panzeraufklärungskompanie 170 (1959)
- Panzerjägerkompanie 170 (1959)
- Panzerpionierkompanie 170 (1960)
- Panzergrenadierbataillon 617 (1960)
- Panzergrenadierbataillon 171 (1959)
- Panzergrenadierbataillon 172 (1959)
- Panzergrenadierbataillon 173 (1956 als Panzergrenadierbataillon 3)
- Panzerbataillon 174 (1959 als Panzerbataillon 3)
- Feldartilleriebataillon 177 (1959, ab 1967 Panzerartilleriebataillon 177)
- Versorgungsbataillon 176 (1959)

Das Artilleriebataillon dieser Brigade erhielt als einziges statt der nach Schema vorgesehenen Endziffer 5 (175) die Endziffer 7 (177). Gemäß § 175 StGB waren sexuelle Handlungen zwischen Personen männlichen Geschlechts strafbar, was dazu führte, dass Homosexuelle umgangssprachlich als „175er“ bezeichnet wurden. Deshalb wurde diese Nummer, wegen möglicher Assoziationen, als ungeeignet erachtet.

### Heeresstruktur 3
1970 verlegte das Panzergrenadierbataillon 163 der Panzergrenadierbrigade 16 den Standort von Flensburg nach Lübeck und wurde als Jägerbataillon 172 (MTW) der Panzergrenadierbrigade 17 unterstellt. 1972 wurde das Versorgungsbataillon 176 aufgelöst und aus den Resten die Nachschubkompanie 170 sowie die Instandsetzungskompanie 170 aufgestellt. Im Rahmen der Heeresstruktur 3 wurde Jägerbataillon 617 (Geräteeinheit) in Jägerbataillon 171 umbenannt.

### Heeresstruktur 4
In der Heeresstruktur 4 (1980) unterstanden folgende Einheiten der Brigade:
- Stabskompanie
  - Brigadespähzug
  - Nachschubkompanie 170
  - Instandsetzungskompanie 170
  - Panzerpionierkompanie 170
  - Panzerjägerkompanie 170
  - Panzergrenadierbataillon 171
  - Panzergrenadierbataillon 172
  - Panzergrenadierbataillon 173
  - Panzerbataillon 174
  - Panzerartilleriebataillon 177
  - Feldersatzbataillon 64

1981 wurde das gemischte Panzergrenadierbataillon 171 gebildet. Die Panzerjägerkompanie 170 (Bad Segeberg) wechselte 1980 zur Panzerbrigade 18 und in Lübeck wurde eine neue Panzerjägerkompanie 170 aufgestellt.
Die Brigade umfasste im Herbst 1989 in der Friedensgliederung etwa 3615 Soldaten. Die geplante Aufwuchsstärke im Verteidigungsfall lag noch darüber. Zum Aufwuchs war die Einberufung von Reservisten und die Mobilmachung von nicht aktiven Truppenteilen vorgesehen. Zum Ende der Heeresstruktur 4 im Herbst 1989 war die Brigade weiter Teil der 6. Panzergrenadierdivision und gliederte sich grob in folgende Truppenteile:
- Stab/Stabskompanie Panzergrenadierbrigade 17, Hamburg
  -  Panzerjägerkompanie 170, Lübeck
  -  Panzerpionierkompanie 170, Lübeck
  -  Nachschubkompanie 170, Hamburg
  -  Instandsetzungskompanie 170, Hamburg
  -  Panzergrenadierbataillon 171 (teilaktiv), Hamburg
  -  Panzergrenadierbataillon 172, Lübeck
  -  Panzergrenadierbataillon 173, Hamburg
  -  Panzerbataillon 174 (teilaktiv), Hamburg
  -  Panzerartilleriebataillon 177, Hamburg

### Heeresstruktur 5 bis zur Auflösung
1992 wurde die Panzerpionierkompanie 170 und das Panzergrenadierbataillon 171 außer Dienst gestellt. 1992 wurde das Panzergrenadierbataillon 172 der Panzerbrigade 18, das Panzergrenadierbataillon 173 der Panzergrenadierbrigade 7 und das Panzerbataillon 174 der Panzergrenadierbrigade 16 unterstellt. Die verbliebenen Teile der Brigade (u. a. Panzerartilleriebataillon 177) wurden 1993 aufgelöst.

## Kommandeure
Die Kommandeure der Brigade waren (Dienstgrad bei Kommandoübernahme):
| Nr. | Name                                  | Beginn der Berufung | Ende der Berufung  |
| --- | ------------------------------------- | ------------------- | ------------------ |
| 11  | Oberst Hans-Jürgen Rennack            | 1. April 1991       | 31. März 1993      |
| 10  | Oberst Dieter Farwick                 | 1. Januar 1989      | 31. März 1991      |
| 9   | Brigadegeneral Manfred Eisele         | 1. Oktober 1984     | 31. Dezember 1988  |
| 8   | Oberst Gert Verstl                    | 1. April 1982       | 30. September 1984 |
| 7   | Oberst Jörn Söder                     | 1. April 1980       | 31. März 1982      |
| 6   | Brigadegeneral Gerwin Schröder        | 1. November 1972    | 31. März 1980      |
| 5   | Brigadegeneral Horst Wenner           | 1. April 1970       | 31. Oktober 1972   |
| 4   | Oberst Curt von Witzendorff           | 1. Oktober 1967     | 31. März 1970      |
| 3   | Oberst Jürgen Schröder                | 1. Oktober 1965     | 30. September 1967 |
| 2   | Oberst Joachim-Horst-Rudolph Ruprecht | 1. September 1962   | 30. September 1965 |
| 1   | Brigadegeneral Eckart Reichel         | 1. Februar 1959     | 31. Juli 1962      |

## Verbandsabzeichen

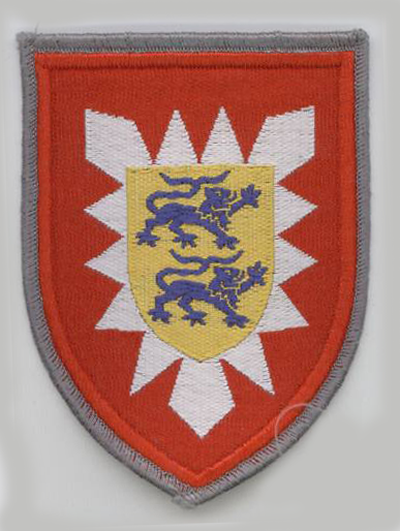
Gewebtes Verbandsabzeichen für den Dienstanzug

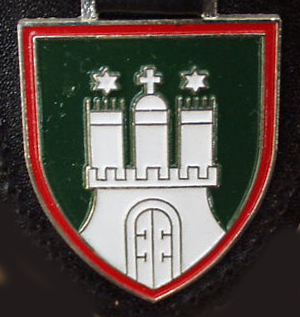
Internes Verbandsabzeichen des Stabes/Stabskompanie

Die Blasonierung des Verbandsabzeichens für den  Dienstanzug der Angehörigen der Panzergrenadierbrigade 17 lautete:
 Rot bordiert, in Rot das silberne holsteinische Nesselblatt; diesem aufgelegt ein goldener Schild; darin zwei blaue, nach innen gewandte, rot bewehrte, schreitende Löwen.
Das Verbandsabzeichen ähnelte in der Motivwahl dem Wappen Schleswig-Holsteins. Es zeigt die Schleswigschen Löwen für den Landesteil Schleswig und das Nesselblatt für den zweiten Landesteil Holstein. Die Löwen sind Hauptmotiv im Wappen Dänemarks; mit den dänischen Streitkräften kooperierte die Division eng im Rahmen des deutsch-dänischen Korps LANDJUT. Die Verbandsabzeichen der Division und der unterstellten Brigaden waren bis auf die Borde identisch. In der Tradition der Preußischen Farbfolge erhielt das Verbandsabzeichen der Panzergrenadierbrigade 17 als „zweite“ Brigade der Division einen roten Bord.
Da sich die Verbandsabzeichen der Brigaden der Division nur geringfügig unterschieden, wurde stattdessen gelegentlich auch das interne Verbandsabzeichen des Stabes bzw. der Stabskompanie pars pro toto als „Abzeichen“ der Brigade genutzt. Es zeigte die dem Hamburger Wappen entlehnte Burg auf grünem Schild. Grün war die Waffenfarbe der Panzergrenadiertruppe. Der rote Bord glich der Farbe des Bords des Verbandsabzeichens.